# Hamid Gul
Hamid Gul (Urdu حمید گل; * 20. November 1936 in Sargodha, Britisch-Indien; † 15. August 2015 in Murree, Punjab, Pakistan) war ein pakistanischer Armeegeneral. Er leitete den pakistanischen Geheimdienst Inter-Services Intelligence nach der sowjetischen Intervention in Afghanistan von 1987 bis 1989, also im Wesentlichen in Benazir Bhuttos erster Legislaturperiode als Premierministerin.
Ursprünglich vertrat Gul eher pro-amerikanische Ansichten, wandelte sich dann aber im Laufe der Zeit zu einem islamistischen „Hardliner“, der bei vielen innen- und außenpolitischen Problemen Pakistans die Vereinigten Staaten oder Indien als Verursacher und Drahtzieher im Hintergrund wähnte. Nach den Terroranschlägen am 11. September 2001 ergriff er Partei für Osama bin Laden und dschihadistische Gruppierungen. Im Ruhestand war er öfter im Fernsehen zu sehen, wo er eine jüdische Verschwörung für die Anschläge des 11. September 2001 verantwortlich machte.
Zum Ende seines Dienstes begann er die Terrorgruppe Laschkar-e Taiba mit aufzubauen, in dem er Waffen, die für Afghanistan bestimmt waren, an sie weiterleitete. Die Gruppe kämpft für eine Abspaltung des Kaschmirtals von Indien. Gul war stets ein Befürworter der atomaren Bewaffnung Pakistans und auf Konfrontation zum Nachbarland Indien eingestellt.
Am 14. Dezember 2008 bezeichnete der pakistanische Präsident Asif Ali Zardari Gul in einem Interview als „politischen Ideologen des Terrors“.
Gul soll sich, den Afghan War Diary zufolge, im Januar 2009 mit Aufständischen in der pakistanischen Stammesregion Süd-Wasiristan getroffen und hierbei einen Anschlag zur Vergeltung für den Tod eines pakistanischen Al-Qaida-Funktionärs geplant haben.
2012 trat Gul als Redner für die islamistische, pakistanische Organisation Difa-e Pakistan auf.